# Євдокімов Роман Віталійович
Рома́н Віта́лійович Євдокі́мов (нар. 14 червня 1990 — 26 вересня 2014) — молодший сержант Збройних сил України, учасник російсько-української війни.

## Життєвий шлях
Народився 1990 року в місті Мелітополь (Запорізька область). Навчався в мелітопольській ЗОШ № 24; після восьмого класу — в Долинській школі, у якій вчився з 2002 року — отримав професію будівельника, жив та працював у Мелітополі. Пройшов строкову військову службу в лавах Збройних Сил України. Займався спортом, полюбляв читати.
Мобілізований у квітні 2014 року, механік-радіотелефоніст взводу зв'язку 93-ї Дніпропетровської окремої механізованої бригади. З червня 2014-го брав участь у боях га сході України.
Загинув у ніч проти 27 вересня 2014-го поблизу села Карлівка (Мар'їнський район) — під час обстрілу, вчиненого російськими бойовиками з РСЗВ «Град». Зазнав важкого осколкового поранення в голову. За словами бойових побратимів, це сталося, коли військовики на автомобілі «Урал» поверталися з блокпоста біля Ясинуватої до місця постійної дислокації.
Похований у Мелітополі 30 вересня 2014 року.
Без Романа лишились мама, брат і дядько.

## Нагороди та вшанування
За особисту мужність і героїзм, виявлені у захисті державного суверенітету та територіальної цілісності України, вірність військовій присязі під час російсько-української війни, відзначений — нагороджений
- 16 січня 2016 року — орденом За мужність III ступеня (посмертно)[2]
- в Долинській школі відкрито меморіальну дошку випускнику Роману Євдокімову.
- Його портрет розміщений на меморіалі «Стіна пам'яті полеглих за Україну» у Києві: секція 4, ряд 9, місце 15
- З 2017 року у Мелітопольському районі проводилися змагання з пляжного волейболу, присвячені пам'яті Романа Євдокімова
- Вшановується 26 вересня на щоденному ранковому церемоніалі вшанування українських захисників, які загинули цього дня в різні роки внаслідок російської збройної агресії[3]
- Орден «За заслуги перед Запорізьким краєм» ІІІ ступеня (посмертно; розпорядження голови Запорізької обласної ради)